# Магомадов, Мухтар Марзабекович
Мухта́р Марзабе́кович Магома́дов (15 сентября 1939, Ялхорой, Чечено-Ингушская АССР — 27 ноября 2023) — российский учёный, доктор экономических наук, профессор, академик Академии наук Чеченской Республики, отличник образования СССР, заслуженный деятель науки и техники Чечено-Ингушской АССР.

## Биография
Родился 15 сентября 1939 года в селе Ялхорой Галанчожского района Чечено-Ингушетии. В результате депортации в 1944 году семья попала в Павлодарскую область Казахской ССР.
Преподавание в школе велось на казахском языке. Тем не менее Магомадов освоил язык и стал одним из лучших учеников. С 1954 года совмещал учёбу с работой в совхозе помощником моториста по дробилке зерна. В результате несчастного случая получил тяжёлые ожоги. Из-за этого ему пришлось впоследствии перенести около 40 операций.
Впоследствии одновременно с учёбой работал на свинцово-цинковом руднике. После окончания школы поступил в Ташкентский финансово-кредитный техникум, где проучился до 1961 года, когда семья вернулась на родину. После возвращения два года работал бухгалтером на предприятиях Ачхой-Мартановского района.
В 1963 году поступил на инженерно-экономический факультет Московского политехнического института на заочное отделение. Во время учёбы и некоторое время после окончания института работал на грозненском заводе «Трансмаш» мастером, начальником участка, инженером, секретарем партийного комитета.
С 1969 года начал работать в Грозненском нефтяном институте. В 1971 году поступил в очную аспирантуру Ленинградского финансово-экономического института. Досрочно защитил кандидатскую диссертацию на тему «Обновление и использование основных фондов как фактор интенсификации производства». Учёный совет рекомендовал диссертацию к публикации, а руководство института предложило остаться работать и жить в Ленинграде. Но Магомадов предпочёл вернуться домой.
В 1988 году защитил докторскую диссертацию «Интенсификация воспроизводства первичного продукта — исходная основа экономического роста». Эта диссертация также была рекомендована к публикации.
Последние годы в основном занимается проблемами социально-экономического возрождения Чеченской Республики. Активно занимался созданием диссертационного совета по защите докторских и кандидатских диссертаций по экономическим специальностям. Им издано более 120 научных публикаций, из которых пять монографий, 22 методических пособия и брошюры, десятки статей в журналах. В республиканских, центральных и всероссийских газетах им опубликовано около 90 статей по актуальным проблемам экономики.
В 2003 году президентом России ему была объявлена благодарность за активное участие в подготовке и проведении референдума по принятию Конституции Чеченской Республики.

## Избранные труды
- Магомадов М. М., Павлов М. П. Интенсификация социалистического воспроизводства: сущность, критерий, факторы и эффективность. — Изд-во Ростовского ун-та, 1986. — 173 с.
- Магомадов М. М. Интенсификация в сфере природопользования — исходная основа экономического роста. — Грозный: Грозненский рабочий, 2010. — 237 с. — ISBN 5900231755.
- Магомадов М. М. Интенсификация воспроизводства первичного продукта — исходная основа экономического роста. — Эль-Фа, 1998. — 237 с. — ISBN 5881952995.

## Комментарии
1. ↑  Ныне — урочище[2] в Ачхой-Мартановском районе Чеченской Республики.